# 楊金桂
杨金桂（1987年9月30日—），女子游泳运动员，高雄人。
他曾代表中华台北队参加2004年和2008年的奥林匹克运动会，又在2011年全国总统杯分龄游泳锦标赛以2分02秒38在200公尺自由式达标，成为中华民国第三位在游泳项目进军2012伦敦奥运的选手。在2007年中华民国全国运动会总共赢得九面金牌，而且在100米自由泳与100米蝶泳都打破中华台北纪录，200米蝶泳也翻新大会纪录。在2011年中华民国全国运动会总共赢得九面金牌两面银牌，被称为2011年全运会“金后”、「九金桂姐」。于2013年，第四届亚洲室内运动会勇夺三银。